# COLLAGE (菅田将暉のアルバム)
『COLLAGE』（コラージュ）は、日本の歌手・菅田将暉の3枚目のスタジオ・アルバム。2022年3月9日にエピックレコードジャパンから発売された。

## リリース
- アルバムとしては前作『LOVE』から3年ぶりのリリース。今作は新録曲はなく[注 1]、菅田が2020年から2021年にリリースした自身の曲と他アーティストとのコラボレーション曲を集めた作品となっている。
- 完全生産限定盤、初回限定盤、通常盤の3形態での発売。完全生産限定盤には菅田監修のオリジナルTシャツと、紙ジャケットに自由に貼り付けて自分だけの“コラージュ”ジャケットを作ることができるステッカーセットが同梱される。初回限定盤には、完全生産限定盤とは別絵柄のステッカーセットに加え、今までのMVを収録した「菅田将暉 Music Video Collection」と題されたBlu-rayが付属する。

## 背景
- リリースに関し、菅田はアルバム特設サイトにて『友人のカメラマンがコロナ禍にコラージュを始めました。自分の写真をプリントしては切って、繋げてはプリントして。同時期に色んな方とコラボした曲をまとめた今回、重なり合った時間を残したいと思いジャケットをその人にお願いしました。人と人とが重なり、削り、新しいものに成っていく「COLLAGE」。宜しくお願いします。』とコメントしている[1]。

## 収録曲
1. 虹
作詞・作曲：石崎ひゅーい / 編曲：トオミヨウ
  - 5thシングル
  - 東宝系映画『STAND BY ME ドラえもん 2』主題歌
2. サンキュー神様（菅田将暉×中村倫也）
作詞：菅田将暉・中村倫也・CHI-MEY / 作曲:CHI-MEY
  - 配信限定シングル
3. Keep On Running（菅田将暉×OKAMOTO'S）
作詞・作曲：オカモトショウ、オカモトコウキ / 編曲：OKAMOTO'S
  - 配信限定シングル
  - トヨタ自動車『カローラツーリング』CMソング
4. 星を仰ぐ
作詞・作曲：Mega Shinnosuke
  - 配信限定シングル
  - 日本テレビ系 日曜ドラマ『君と世界が終わる日に Season1』主題歌
5. ラストシーン
作詞・作曲：石崎ひゅーい / 編曲：トオミヨウ
  - 6thシングル
  - TBS系 日曜劇場『日本沈没-希望のひと-』主題歌
6. 糸（菅田将暉×石崎ひゅーい）
作詞・作曲：中島みゆき / 編曲：瀬尾一三
  - 中島みゆきの35thシングルカバー曲
  - 映画『糸』エンディングテーマ
7. サントラ（Creepy Nuts×菅田将暉）
作詞：R-指定 / 作曲：DJ松永
  - 配信限定楽曲
  - 日本テレビ系『スッキリ』7月度テーマソング
8. うたかた歌 (RADWIMPS feat. 菅田将暉）
作詞・作曲：野田洋次郎 / 編曲：RADWIMPS
配信限定シングル。映画『キネマの神様』主題歌
9. Standby
作詞・作曲：しゅーじまん / 編曲：トオミヨウ
シークレット･トラック。しゅーじまんの同名曲のカバー。CDのみに収録。
2020年9月12日（13日深夜）に放送された『三四郎のオールナイトニッポン』（ニッポン放送）に菅田がゲスト出演した際には同曲のカバーを相田と共に披露していた[2]。
2022年6月7日、菅田の音楽アーティストデビュー5周年を記念して、新曲『惑う糸』と同時に配信リリースされた[3]。

### 初回限定盤Blu-ray
菅田将暉 Music Video Collection
1. 見たこともない景色
2. ばかになっちゃったのかな
3. 呼吸
4. さよならエレジー
5. ロングホープ・フィリア
6. まちがいさがし
7. キスだけで feat. あいみょん
8. Keep On Running (菅田将暉✕OKAMOTO’S)
9. サンキュー神様 (菅田将暉✕中村倫也)
10. 虹
11. 星を仰ぐ
12. ラストシーン
13. ギターウサギ
今回の為に撮り下ろされた新作MV。MVには菅田と同じ事務所に所属する俳優、近藤華が出演[4]。

## 演奏
- 菅田将暉
  - Vocal
  - Background Vocals (#1.5)
  - Featuring Vocal (#8)
- 玉田豊夢：Drums (#1.5)
- 安達貴史：Bass (#1)
- 石成正人：Guitars (#1)
- 室屋光一郎：Strings (#1)
- トオミヨウ
  - Piano (#1.9)
  - All Other Instruments (#1)
- 中村倫也：Vocal (#2)
- 石井悠也：Drums (#2)
- 梅田潤：Bass (#2)
- 大久保友裕
  - Guitars (#2)
  - All Other Instruments (#2.5)
- 曽我淳一：Piano (#2)
- 木村佳乃、chay：Background Vocals (#2)
- オカモトショウ：Vocal & Background Vocals (#3)
- オカモトレイジ：Drums (#3)
- ハマ・オカモト：Bass (#3)
- オカモトコウキ：Guitars & Background Vocals (#3)
- BRIAN SHINSEKAI：Keyboards & Piano (#3)
- 田中ユウスケ、近藤隆史、立崎優介：Programming & All Other Instruments (#4)
- 村田シゲ：Bass (#4)
- 名越由貴夫：Guitars (#4)
- 奥野真哉 (ソウル・フラワー・ユニオン)：Accordion (#4)
- 須藤優：Bass (#5)
- 秋山浩徳：Guitars (#5)
- 吉田宇宙ストリングス：Strings (#5)
- 石崎ひゅーい：Vocal (#6)
- 山木秀夫：Drums (#6)
- 亀田誠治：Bass (#6)
- 小倉博和：Guitars (#6)
- 皆川真人：Piano (#6)
- 今野均ストリングス：Strings (#6)
- R-指定：Vocal (#7)
- DJ松永、川口大輔：All Other Instruments (#7)
- 木村創生：Drums (#7)
- 大神田智彦：Bass (#7)
- 磯貝一樹：Guitars (#7)
- 野田洋次郎：Vocal, Guitars & Piano (#8)
- 桑原彰：Guitars (#8)
- 武田祐介：Bass (#8)
- 森瑞希：Drums (#8)